# 范中彥
范中彥（16世紀—17世紀），字季美，别號濂儒，山東東昌府濮州范縣人，明朝政治人物。

## 生平
范中彥是萬曆四十年（1612年）壬子科舉人，萬曆四十四年（1616年）成進士，兵部觀政，四十六年四月獲授戶部山西司主事，監督南部石渠、七倉的草豆，嚴禁任意需索，使軍民便利。天啓元年（1621年）淮安管仓，升任員外郎，二年升湖廣司郎中，本年外任河南歸德知府，天啓五年以卓異調官河南按察使司大名道兵備副使；歷任四川布政使司右參政、湖廣按察使司下江防道副使。崇禎元年（1628年）升湖廣武昌道按察使，三年補湖廣按察使，十一月升本省右布政使，改河南右布政使。後來他擔任山西左布政使，在荒年多次上請賑災，救活不少人民。

## 家族
曾祖范振，贡士。祖父范誠夫。父范崑，生员。

## 引用
1. 1 2  乾隆《曹州府志·卷十五·人物志》：范中彥 字季美，范縣人，萬歷丙辰進士，授戶部主事，監南石渠七倉草豆，嚴禁需索，軍民便之。遷員外郎，出守歸德，以卓異備兵大名；後兩為監司，進河南【湖廣】右布政使，陪推南贛巡撫，又為山西左布政使。遇歲荒，屢請蠲請賑，全活甚眾。
2. ↑  乾隆《曹州府志·卷十三·選舉》：萬歷四十年壬子科（舉人）……范中彥 范縣人
3. ↑  《萬曆四十四年丙辰科進士履歷》：范中彦，濂儒，詩六房，壬辰十二月十三日生。范县人，壬子十一，会八十六，二甲三十九名。兵部政，戊午四月授户部山西司主事，庚申管下粮所，辛酉淮安管仓，本年升山西司员外，壬戌升湖廣司郎中，本年升歸德知府，乙丑河南付使，大名道，丙寅升四川右布政，丁卯改補湖廣參政，戊辰升按察使，武昌道，庚午補湖廣按察使，升本省右布政，辛未丁憂，補河南右布政。
4. ↑  《明熹宗悊皇帝實錄·卷五十五》：（天啟五年正月戊寅）陞河南歸德府知府范中彥為大名道河南按察司副使。
5. ↑  《明熹宗悊皇帝實錄·卷八十一》：（天啟七年二月庚申）改補原任四川布政使司右參政范中彥于湖廣下江防道……
6. ↑  《崇禎長編》·卷四十：（崇禎三年十一月庚寅）陞湖廣按察使范中彥為本省右布政使……